# Švédská hokejová reprezentace do 20 let
Švédská hokejová reprezentace do 20 let je výběrem nejlepších švédských hráčů ledního hokeje v této věkové kategorii. Po celou existenci juniorského mistrovství světa je jeho účastníkem (včetně úvodních tří neoficiálních zvacích turnajů). V letech 1981 a 2012 se Švédům povedlo šampionát vyhrát, celkově nastřádali ještě dvanáct stříbrných a sedm bronzových medailí.

## Účast namistrovství světa
Neoficiální ročníky
| MS       | Místo konání                                                | Umístění         |
| -------- | ----------------------------------------------------------- | ---------------- |
| MSJ 1974 | SSSR (Leningrad)                                            | 4. místo         |
| MSJ 1975 | Kanada (Winnipeg, Brandon) a USA (Minneapolis, Bloomington) | Bronzová medaile |
| MSJ 1976 | Finsko (Tampere, Turku, Pori, Rauma)                        | 5. místo         |

Oficiální turnaje
| MS       | Místo konání                                                                       | Umístění         |
| -------- | ---------------------------------------------------------------------------------- | ---------------- |
| MSJ 1977 | Československo (Banská Bystrica, Zvolen)                                           | 5. místo         |
| MSJ 1978 | Kanada (Montréal, Québec, Hull)                                                    | Stříbrná medaile |
| MSJ 1979 | Švédsko (Karlstad, Karlskoga)                                                      | Bronzová medaile |
| MSJ 1980 | Finsko (Helsinky, Vantaa)                                                          | Bronzová medaile |
| MSJ 1981 | Západní Německo (Füssen, Kaufbeuren, Augsburg, Landsberg, Kempten, Oberstdorf)     | Zlatá medaile    |
| MSJ 1982 | USA (New Ulm, Rochester, Duluth, Minneapolis) a Kanada (Winnipeg, Kenora, Brandon) | 5. místo         |
| MSJ 1983 | SSSR (Leningrad)                                                                   | 4. místo         |
| MSJ 1984 | Švédsko (Norrköping, Nyköping)                                                     | 5. místo         |
| MSJ 1985 | Finsko (Helsinky, Turku, Vantaa, Espoo)                                            | 5. místo         |
| MSJ 1986 | Kanada (Hamilton)                                                                  | 5. místo         |
| MSJ 1987 | Československo (Piešťany, Nitra, Trenčín, Topoľčany)                               | Bronzová medaile |
| MSJ 1988 | SSSR (Moskva)                                                                      | 5. místo         |
| MSJ 1989 | USA (Anchorage)                                                                    | Stříbrná medaile |
| MSJ 1990 | Finsko (Helsinky, Turku, Kauniainen, Kerava)                                       | 5. místo         |
| MSJ 1991 | Kanada (Saskatoon, Regina)                                                         | 6. místo         |
| MSJ 1992 | Německo (Füssen, Kaufbeuren)                                                       | Stříbrná medaile |
| MSJ 1993 | Švédsko (Gävle, Falun, Uppsala, Bollnäs )                                          | Stříbrná medaile |
| MSJ 1994 | Česko (Ostrava, Frýdek-Místek)                                                     | Stříbrná medaile |
| MSJ 1995 | Kanada (Red Deer, Calgary, Edmonton)                                               | Bronzová medaile |
| MSJ 1996 | USA (Boston, Amherst, Marlboro)                                                    | Stříbrná medaile |
| MSJ 1997 | Švýcarsko (Ženeva, Morges)                                                         | 8. místo         |
| MSJ 1998 | Finsko (Helsinky, Hämeenlinna)                                                     | 6. místo         |
| MSJ 1999 | Kanada (Winnipeg, Brandon)                                                         | 4. místo         |
| MSJ 2000 | Švédsko (Skellefteå, Umeå)                                                         | 5. místo         |
| MSJ 2001 | Rusko (Moskva, Podolsk)                                                            | 4. místo         |
| MSJ 2002 | Česko (Pardubice, Hradec Králové)                                                  | 6. místo         |
| MSJ 2003 | Kanada (Halifax, Sydney)                                                           | 8. místo         |
| MSJ 2004 | Finsko (Helsinky, Hämeenlinna )                                                    | 7. místo         |
| MSJ 2005 | USA (Grand Forks, Thief River Falls)                                               | 6. místo         |
| MSJ 2006 | Kanada (Vancouver, Kelowna, Kamloops)                                              | 5. místo         |
| MSJ 2007 | Švédsko (Leksand, Mora)                                                            | 4. místo         |
| MSJ 2008 | Česko (Pardubice, Liberec)                                                         | Stříbrná medaile |
| MSJ 2009 | Kanada (Ottawa)                                                                    | Stříbrná medaile |
| MSJ 2010 | Kanada (Saskatoon, Regina)                                                         | Bronzová medaile |
| MSJ 2011 | USA (Buffalo)                                                                      | 4. místo         |
| MSJ 2012 | Kanada (Calgary, Edmonton)                                                         | Zlatá medaile    |
| MSJ 2013 | Rusko (Ufa)                                                                        | Stříbrná medaile |
| MSJ 2014 | Švédsko (Malmö)                                                                    | Stříbrná medaile |
| MSJ 2015 | Kanada (Toronto, Montreal)                                                         | 4. místo         |
| MSJ 2016 | Finsko (Helsinky)                                                                  | 4. místo         |
| MSJ 2017 | Kanada (Montreal, Toronto)                                                         | 4. místo         |
| MSJ 2018 | USA (Buffalo)                                                                      | Stříbrná medaile |
| MSJ 2019 | Kanada (Vancouver, Victoria)                                                       | 5. místo         |
| MSJ 2020 | Česko (Ostrava, Třinec)                                                            | Bronzová medaile |
| MSJ 2021 | Kanada (Edmonton)                                                                  | 5. místo         |
| MSJ 2022 | Kanada (Edmonton, Red Deer)                                                        | Bronzová medaile |
| MSJ 2023 | Kanada (Halifax, Moncton)                                                          | 4. místo         |
| MSJ 2024 | Švédsko (Göteborg)                                                                 | Stříbrná medaile |
| MSJ 2025 | Kanada (Ottawa)                                                                    | 4. místo         |

## Zlaté výběry
1981
Lars Eriksson, Peter Åslin - Peter Andersson, Roger Hägglund, Dan Niklasson, Håkan Nordin, Ove Pettersson, Michael Thelvén - Anders Björklund, Jan Erixon, Michael Granstedt, Jan Ingman, Anders Johnson, Peter Madach, Peter Nilsson, Martin Pettersson, Peter Sundström, Patrik Sundström, Jens Öhling.
 2012
Anton Forsberg, Johan Gustafsson, Johan Mattsson - Mattias Bäckman, Oscar Klefbom, Fredrik Claesson, Petter Granberg, John Klingberg, Patrik Nemeth, Jonas Brodin - Johan Larsson, Jeremy Boyce-Rotevall, Johan Sundström, Max Friberg, Sebastian Collberg, Filip Forsberg, William Karlsson, Victor Rask, Joakim Nordström, Mika Zibanejad, Ludvig Rensfeldt, Rickard Rakell, Erik Thorell.

## Hráči ocenění na turnajích MS "20"
- 1977 - Bengt-Åke Gustafsson (All star tým)
- 1978 - Mats Näslund (All star tým)
- 1979 - Pelle Lindbergh (nejlepší brankář, All star tým), Thomas Steen (All star tým)
- 1980 - Tomas Jonsson, Håkan Loob (oba All star tým)
- 1981 - Laris Eriksson (nejlepší brankář, All star tým), Hakan Nordin (All star tým), Patrik Sundström (nejlepší útočník, All star tým), Jan Erixon (All star tým)
- 1983 - Tomas Sandström (nejlepší útočník, All star tým)
- 1987 - Sam Lindståhl (All star tým), Calle Johansson (nejlepší obránce), Ulf Dahlén (nejproduktivnější hráč, All star tým)
- 1989 - Richard Persson (nejlepší obránce, All star tým), Niklas Eriksson (All star tým)
- 1992 - Michael Nylander (nejlepší útočník, nejproduktivnější hráč, All star tým)
- 1993 - Kenny Jönsson (All star tým), Peter Forsberg (nejlepší útočník, nejproduktivnější hráč, All star tým), Markus Näslund (All star tým)
- 1994 - Kenny Jönsson (nejlepší obránce, All star tým), Niklas Sundström (nejlepší útočník, nejproduktivnější hráč, All star tým)
- 1995 - Anders Eriksson (All star tým)
- 1996 - Mattias Öhlund (nejlepší obránce, All star tým), Johan Davidsson (All star tým)
- 1998 - Pierre Hedin (All star tým)
- 2000 - Henrik Sedin (nejproduktivnější hráč)
- 2008 - Victor Hedman, Patrik Berglund (oba All star tým)
- 2009 - Jakub Markström (nejlepší brankář), Erik Karlsson (nejlepší obránce, All star tým)
- 2012 - Oscar Klefbom, Max Friberg (oba All star tým)
- 2013 - Filip Forsberg (All star tým)
- 2014 - Oscar Dansk (nejlepší brankář), Filip Forsberg (nejlepší útočník, nejužitečnější hráč, All star tým)
- 2015 - Gustav Forsling (All star tým)
- 2016 - Linus Söderström (nejlepší brankář, All star tým)
- 2017 - Felix Sandström (nejlepší brankář), Alexander Nylander (All star tým)
- 2018 - Filip Gustavsson (nejlepší brankář, All star tým), Rasmus Dahlin (nejlepší obránce, All star tým)
- 2019 - Erik Brännström (All star tým)
- 2020 - Rasmus Sandin (nejlepší obránce, All star tým), Samuel Fagemo (nejproduktivnější hráč, All star tým)
- 2022 - Jesper Wallstedt (nejlepší brankář, All star tým), Emil Andrae (All star tým)
- 2024 - Hugo Hävelid (nejlepší brankář, All star tým), Axel Sandin Pellikka (nejlepší obránce), Jonathan Lekkerimäki (nejužitečnější hráč, All star tým), Theo Lindstein (All star tým)

## Individuální rekordy na MSJ

### Celkové
Utkání: 21, pět hráčů
Góly: 21, Markus Näslund (1992, 1993)
Asistence: 32, Peter Forsberg (1992, 1993)
Body:  42, Peter Forsberg (1992, 1993)
Trestné minuty: 45, Markus Näslund (1992, 1993) a Marcus Nilson (1996, 1997, 1998)
Vychytaná čistá konta: 2, osm brankářů
Vychytaná vítězství: 10, Pelle Lindbergh (1977, 1978, 1979)

### Za turnaj
Góly: 13, Markus Näslund (1993)
Asistence: 24, Peter Forsberg (1993)
Body: 31, Peter Forsberg (1993)
Trestné minuty: 37, Niklas Grossman (2005)
Vychytaná čistá konta: 2, pět brankářů
Vychytaná vítězství: 6, Peter Iversen (1994)